# Michel Balinski
Michel Louis Balinski (* 6. Oktober oder 7. Oktober 1933 in Genf; † 4. Februar 2019 in Bayonne) war ein US-amerikanischer Mathematiker, Ökonom und Politikwissenschaftler, bekannt für Beiträge zur Theorie der Wahlen und Mathematischen Optimierung.

## Leben

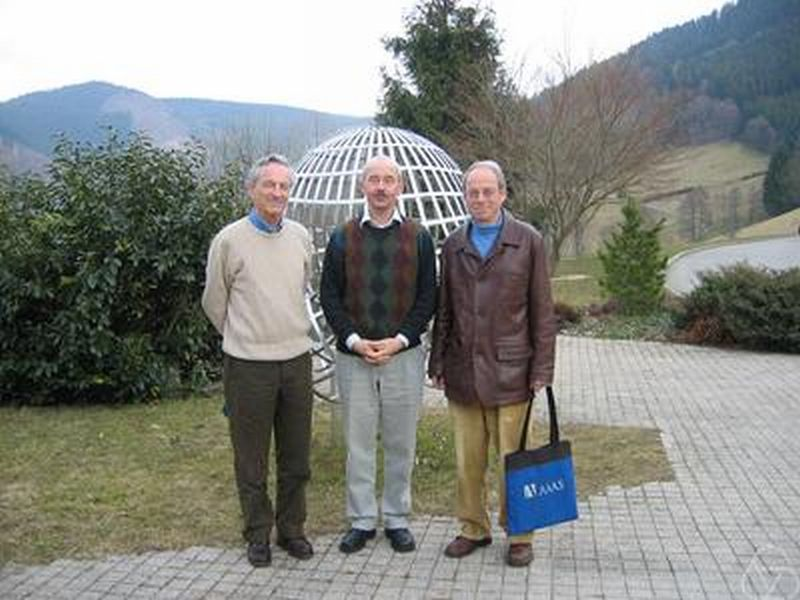
Von links: Michel Balinski, Friedrich Pukelsheim, Steven J. Brams, Oberwolfach 2004

Balinski ist der Sohn eines polnischen Diplomaten beim Völkerbund und Enkel von Ludwik Rajchman. In der Zeit des Nationalsozialismus floh seine Familie über Frankreich in die Vereinigten Staaten, wo er zweisprachig aufwuchs – in der Familie wurde Französisch gesprochen. Er studierte am Williams College mit dem Bachelor-Abschluss 1954 und am Massachusetts Institute of Technology mit dem Master-Abschluss 1956. Er wurde 1959 an der Princeton University bei Albert W. Tucker promoviert (An algorithm of finding all vertices of convex polyhedral sets). Danach war er Instructor und danach Lecturer in Princeton und ab 1963 Associate Professor für Ökonomie an der University of Pennsylvania. 1965 wurde er Associate Professor und später Professor für Mathematik an der City University of New York. 1978 bis 1980 war er Professor an der Yale University und 1983 bis 1989 an der State University of New York at Stony Brook und gleichzeitig an der École polytechnique (Labor für Ökonometrie) und forschte für das CNRS. 1999 wurde er emeritiert. Er hatte die US-Staatsbürgerschaft.
In den 1960er Jahren beriet er unter anderem Mobil Oil Research, die Stadt New York und die Rand Corporation. Von 1975 bis 1977 war er am IIASA in Laxenburg, 1972/73 Gastprofessor in Lausanne und 1974/75 in Grenoble.

## Forschung
Balinski leistete wichtige Beiträge zur linearen und nichtlinearen Optimierung, mathematischen Wirtschaftswissenschaft und mathematischen Analyse von Wahlen.
Seit seiner Dissertation befasste er sich mit Kombinatorik von Polyedern. Der Satz von Balinski (1961) macht Aussagen über die Vernetzungseigenschaft von Graphen, die konvexen Polyedern in drei und mehr Dimensionen entsprechen und verallgemeinert einen Satz von Ernst Steinitz (1922), dass Polyeder-Graphen von dreidimensionalen Polyedern genau die 3-zusammenhängenden ebenen Graphen sind. Balinski bewies, dass in d Dimensionen ({\displaystyle d\geq 3}) der Graph mindestens d-zusammenhängend ist, das heißt entfernt man (d-1) beliebige Knoten, bleibt der Graph zusammenhängend.
1970 war er mit J. M. W. Rhys einer der ersten, der das Closure Problem betrachtete, das z. B. als Transportproblem in Netzwerken formuliert werden kann.
1982 bewiesen Balinski und Peyton Young, dass es immer zu Sitzverteilungsparadoxien in Wahlsystemen kommen kann, wenn drei oder mehr Parteien konkurrieren und die Quotenbedingung gilt (Unmöglichkeitssatz von Balinski und Young).
Dabei handelt es sich nicht um Paradoxien im tieferen philosophischen Sinn, sondern um Monotoniebrüche, d. h. Verletzungen von Monotonieeigenschaften im Sinn der Mathematik.

## Preise und Ehrungen
- 1965: Frederick-W.-Lanchester-Preis[8]
- 1975: Lester Randolph Ford Award
- 1978: Ehrendiplom (M. A.) in Yale
- 2004: Ehrendoktor der Universität Augsburg
- 2013: John-von-Neumann-Theorie-Preis

## Schriften
- On the graph structure of convex polyhedra in n-space, Pacific J. Math., Band 11, 1961, S. 431–434
- Integer Programming : Methods, Uses, Computation, Management Science, Band 12, 1965, 253–313 (erhielt den Lanchester Preis)
- mit H. Peyton Young: Fair Representation - Meeting the Ideal of One Man, One Vote. Yale University Press 1982 ISBN 0-300-02724-9, Brookings Institution Press 2001 ISBN 0-8157-0090-3.
- Le suffrage universel inachevé, Belin 2004 ISBN 2-7011-3774-8
- mit Rida Laraki: Majority Judgment: Measuring, Ranking, and Electing, MIT Press, 2010